# Grubenwiese
Grubenwiese ist eine Insel im Fluss Havel. Sie liegt zwischen dem Hauptarm des Flusses und einem Nebenarm, welcher durch einen Mäander gebildet wurde. Nördlich gegenüber liegt das Dorf Mögelin.